# ورليات
فصيلة الورليات أو فصيلة العظايا التنينية أو السَّحَالى (الاسم العلمي Varanidae) هي فصيلة من الزواحف من رتبة الحرشفيات،
تضم عظايا ضخمة تتراوح أطوالها بين المترين والثلاثة أمتار، تعيش في المناطق الحارة من أفريقيا
وآسيا وأستراليا، فيها جنسان غير منقرضان اليوم هما الورل و الورل عديم الآذان، أكبرها ورل كومودو، ويسميه السكان
المحليون تنين كومودو الذي يعيش في جزيرة كومودو في إندونيسيا ويصل طوله إلى ثلاثة أمتار.
ومنها النوع الورل الصحراوي الذي يعيش في صحراء أفريقيا والجزيرة العربية ، ومنتشر حتى شمالي الهند، ذيله الذي يصل 
طوله إلى متر ونصف تقريبًا، رمادي أصفر يتناسب ولون بيئته الصحراوية، وهناك ورل النيل
الذي يصل طوله إلى المترين تقريبًا، ويكون داكن اللون مع بقع صفراء، ويحمل ذيله عُرفًا
يساعده وذيله المسطح على السباحة، ويعيش في أنهار أفريقيا خصوصًا في أعالي النيل.
ويستطيع البقاء في الماء فترات طويلة، يُخرج في أثنائها أنفه وفمه فوق سطح الماء
للتنفس.